# Hail Satanas We Are The Black Legions
Albums de Mütiilation
Satanist Styrken
(1994) Vampires of Black Imperial Blood
(1995)
Hail Satanas We Are The Black Legions est le premier enregistrement studio du groupe de black metal français Mütiilation. 
Il fut publié en 1994 sur un support vinyle 7-pouces (33 tours).

## Titres
| No | Titre                                     | Durée |
| -- | ----------------------------------------- | ----- |
| 1. | Desecrate Jesus' Name                     | 5:31  |
| 2. | Rememberance of my Past Battles and Times | 4:25  |
| 3. | Black Wind of War                         | 3:24  |

## Rééditions
Cet EP fut réédité par Nightmare Productions en 2006, avec autorisation de Meyhna'ch.

## Couverture

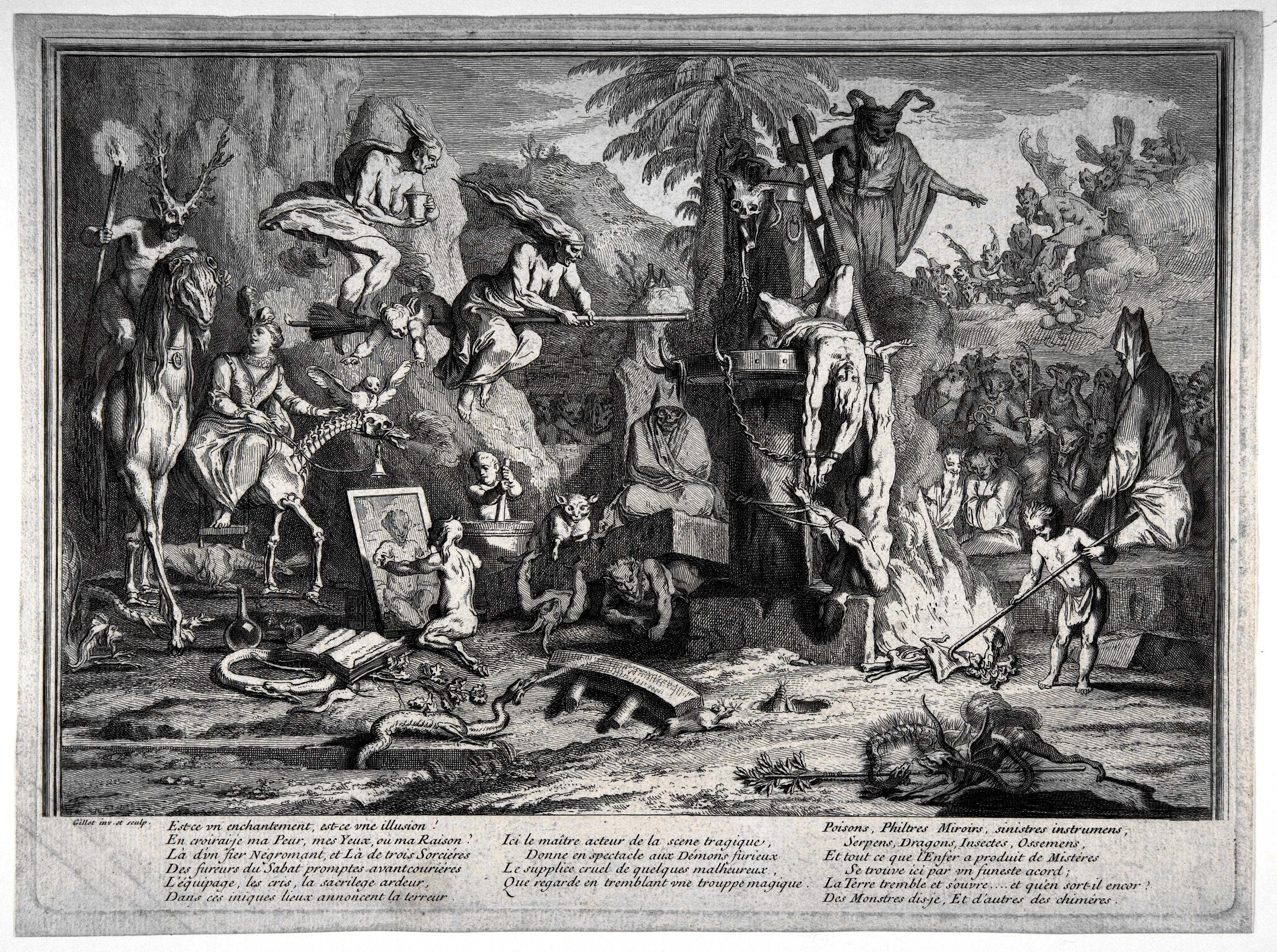
L'image utilisée pour la couverture du disque.

La pochette du disque comporte une reproduction noir-blanc d'une gravure de Claude Gillot, représentant diverses créatures démoniaques.